# Mont Combe
Le mont Combe est un des Monts toulonnais qui surplombe le village du Revest-les-Eaux, à l'est de celui-ci. Son altitude est de 436 m. Sur son flanc ouest se trouve la ferme de la Touravelle. Côté est, s'élève un plateau, avec le château de Tourris et ses plantations d’oliviers et de vignes.

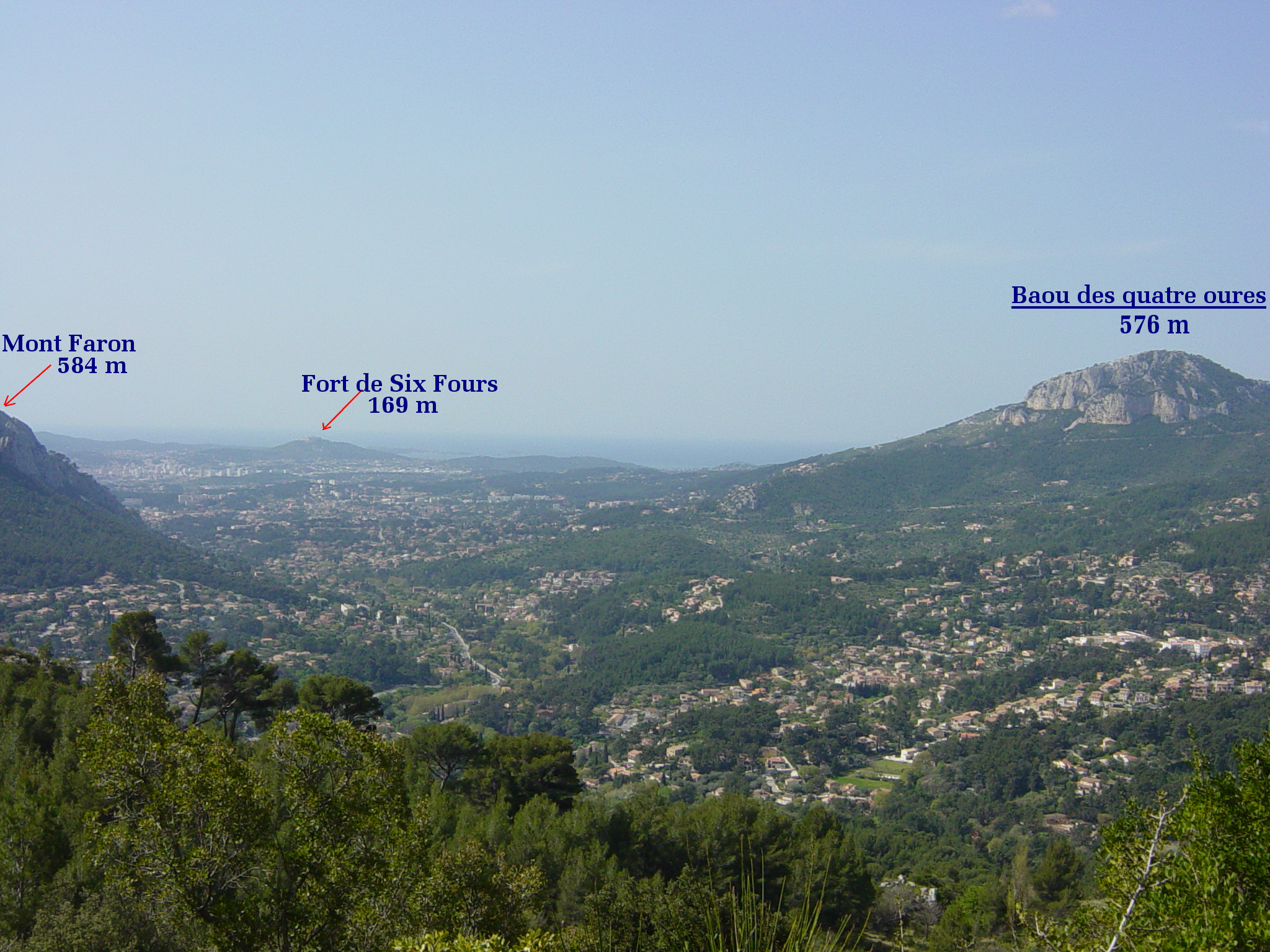
Vue en direction du sud-ouest.

## Géographie

### Accès
L'accès principal se fait par le chemin de la Touravelle que l'on prend depuis la route départementale D 846 (route du barrage). Ce chemin, qui permettait l’accès à la ferme et au site d’escalade n'est plus ouvert à la circulation de véhicules dans les deux sens.

## Activités

### Escalade
En partant de la ferme de la Touravelle et en longeant le versant sud du mont Combe, on accède à un site d'escalade sportive comportant 7 secteurs : Le basque / Les pros / Le congre / Fine lame / Soleil couchant / Mur du foul / El gringo.

### Spéléologie
Sur le chemin montant vers la ferme de la Touravelle se trouve la grotte de Lespine (cavité interdite et inaccessible car fermée / obstruée).

### Protection environnementale
Le site de la ferme la Touravelle (domaine à l'origine privé et désormais la propriété du Conseil départemental du Var) a été classé espace naturel sensible (ENS). Il totalise une superficie de 35 ha et présente une remarquable diversité de milieux : garrigues, pinèdes, vergers et prairies (où poussent par exemple des orchidées sauvages du genre Serapias).